# Alstroemeria fiebrigiana
Alstroemeria fiebrigiana är en alströmeriaväxtart som beskrevs av Friedrich Fritz Wilhelm Ludwig Kraenzlin. Alstroemeria fiebrigiana ingår i släktet alströmerior, och familjen alströmeriaväxter. Inga underarter finns listade i Catalogue of Life.